# دانتي روبرسون
دانتي روبرسون (بالإنجليزية: Dante Roberson)‏ هو طبال وملحن ومنتج أسطوانات أمريكي، ولد في 1972 في ستانفورد في الولايات المتحدة.

## وصلات خارجية
- دانتي روبرسون على موقع IMDb (الإنجليزية)